# Александр Обренович
Алекса́ндр I Обре́нович (серб. Александар Обреновић; 14 августа 1876, Белград, Сербия — 11 июня 1903, Белград, Сербия) — король Сербии с 1889 по 1903 год, последний представитель династии Обреновичей. Убит группой офицеров-заговорщиков вместе с супругой, королевой Драгой, в ходе так называемого Майского переворота.

## Биография

### Юные годы

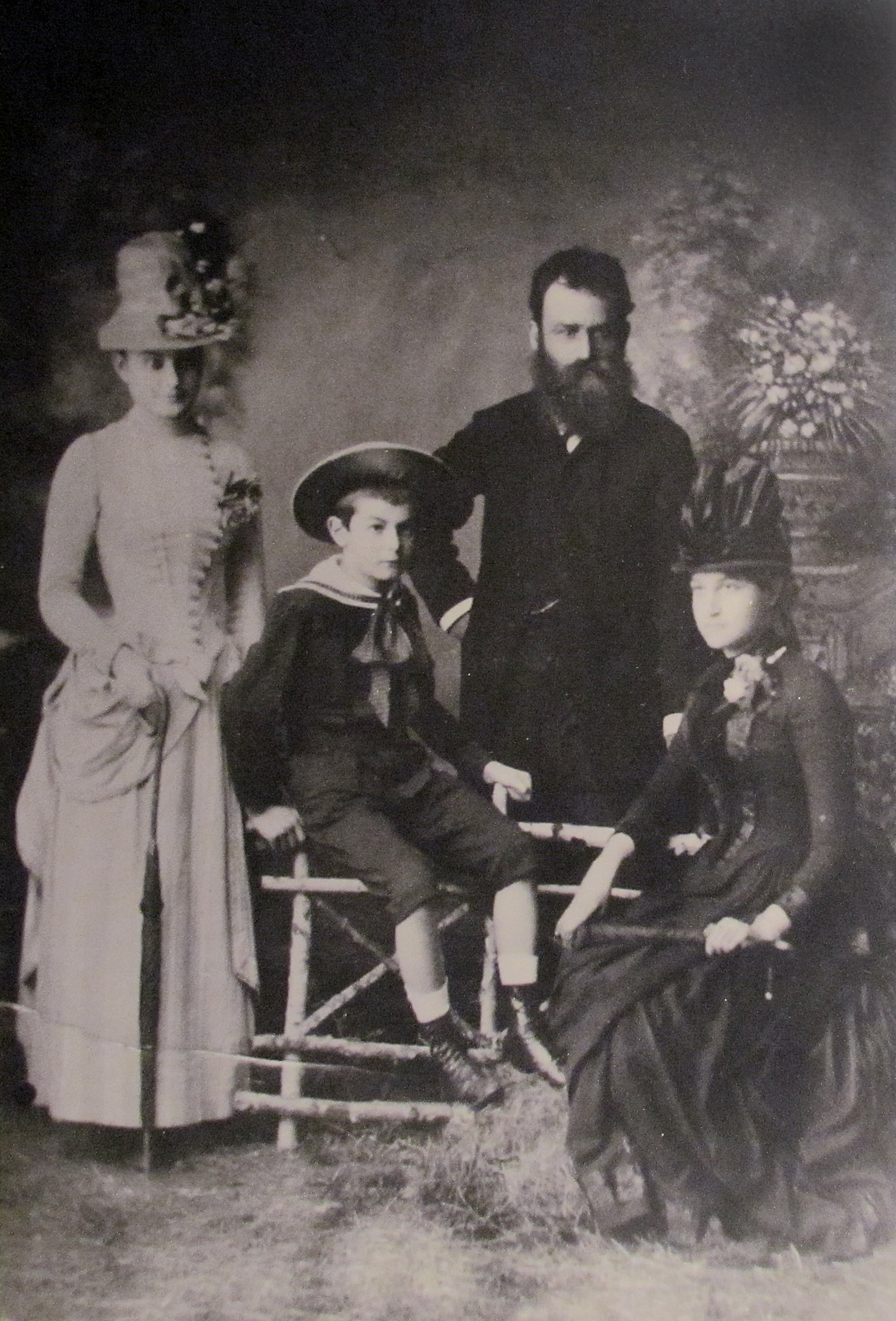
В центре сидит юный король Александр; справа от него стоит Лазар Докич

Александр Обренович родился 14 августа 1876 года в Белграде. Он был единственным сыном сербского князя Милана IV Обреновича и его жены, дочери молдавского помещика Натальи Обренович (Кешко). 
В 1887 году, после того, как отношения между супругами испортились окончательно, Милан, к тому времени уже сменивший княжеский титул на королевский, разошёлся с женой и заключил с нею формальный договор, согласно которому Александр должен был воспитываться в Германии и во Франции под надзором матери.
Наталья забрала сына с собой в Висбаден, однако в скором времени, король Сербии отправил в Германию генерала Косту Протича, который, заручившись поддержкой прусской полиции, похитил Александра и доставил к отцу.

### Приход к власти и период регентства
21 февраля 1889 года Милан I отрёкся от власти в пользу тринадцатилетнего Александра, который вступил на королевский престол под регентством Йована Ристича, Косты Протича и Йована Белимарковича. В том же году был избран парламент — Скупщина, в котором большинство мест (100 из 117) получили радикалы. Регентство ознаменовалось противостоянием Правительства и Скупщины, находившихся под контролем радикалов, и самих регентов. Радикалы провели чистку среди чиновников, в отставку были отправлены почти все полицейские. Места в государственном аппарате, полиции, армии заняли радикалы. В 1891 и 1892 годах были приняты законы, запрещающие родителям короля приезжать в Сербию до его совершеннолетия.
Также был урегулирован конфликт с Сербской православной церковью — смещённый в 1881 году митрополит Михаил (Йованович) был в 1889 году возвращён. В 1890 году был принят новый Закон о церковных властях восточно-православной церкви, который провозгласил православие государственной религией страны и зафиксировал деление Сербии на пять епархий. Архиерейский собор снова состоял только из архиереев, но подчинение их королевской власти сохранялось: для поездки за границу митрополиту или епископу требовалось разрешение от короля, епископ до хиротонии должен был быть утверждён королём, а после неё назначался на епархию королевским указом. Закон 1890 года закрепил избрание митрополита Архиерейским собором, но с участием государственных чиновников и с утверждением королём избранного кандидата. Также закон зафиксировал обязательное государственное жалованье архиереям. Этот закон с некоторыми изменениями действовал до 1918 года.

### Самостоятельное правление
В ночь на 14 апреля 1893 года по указанию отца, который, несмотря на абдикацию, продолжал вмешиваться во внутренние дела государства, Александр арестовал своих регентов и министров и объявил себя совершеннолетним. Лидеры радикалов и население, уставшее от постоянных стычек, приветствовали этот шаг. В мае того же года прошли выборы в Скупщину, на которых радикалы набрали 88,34 % голосов, получив 126 мест в парламенте (ещё 10 мандатов досталось прогрессистам). В Сербии началась серия государственных переворотов, инициируемых Миланом, который координировал действия сына сперва из-за границы, а потом — с 1894 года — непосредственно. Не испытывая большого интереса к государственным делам, Александр не проявлял себя как самостоятельный правитель, поэтому власть в Сербии после возвращения Милана в Белград фактически оказалась в руках бывшего короля, несмотря на то, что тот ранее обязался вообще не посещать Сербию после отречения.

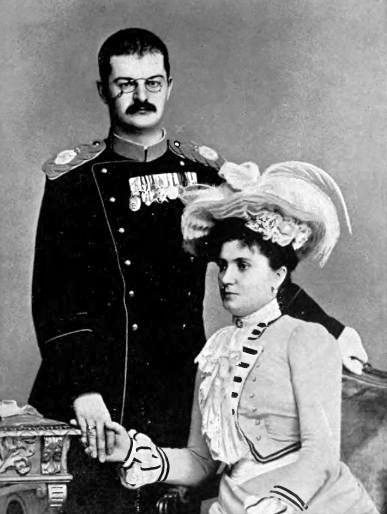
Король Александр I и королева Драга. Около 1900 года

Настроенный отцом против матери, он относился к ней с полным равнодушием. Так, в 1891 году, во время изгнания её из Белграда и вызванных этим уличных волнений, он преспокойно играл в кегли. 21 мая 1894 года Александр отменил конституцию и передал власть Николе Христичу, действовавшему при помощи тюрьмы и полиции. В последующие несколько лет король и его отец несколько раз меняли состав правительства, и притом не из соображений государственной пользы, а, как правило, руководствуясь своими личными, материальными интересами. Международное положении Сербии Александр старался укрепить посещениями иностранных дворов.

### Женитьба
23 июля (5 августа) 1900 года Александр внезапно обручился с фрейлиной своей матери Драгой Луневица, вдовой полковника Машина, которая была старше короля почти на 15 лет. Произошедшее стало огромной неожиданностью для всей страны: правительство Владана Джорджевича вышло в отставку; родители Александра, искавшие для своего сына невесту-представительницу какой-либо правящей династии, не одобрили его выбор — Милан не дал сыну благословения на брак. Обручение монарха с Драгой не вызвало положительной реакции и со стороны народных масс, потому что избранница короля, а в особенности её братья, офицеры Луневицы, пользовались весьма дурной репутацией в стране. Однако, не взирая ни на что, Александр проявил неожиданное упорство и в августе 1900 года женился на Драге.
Став консортом Сербии, Драга начала оказывать на мужа такое же влияние, какое ранее оказывал его отец. Фаворитизм и непотизм в армии и на гражданской службе проявлялись в самых грубых формах: старые креатуры Милана смещались и, так же противозаконно, как сами были назначены, замещались креатурами Драги. В 1901 году Александр издал новую конституцию, учреждавшую Сенат, часть членов которого назначалась королём. В начале того же года, в тронной речи при открытии Скупщины, король сказал о надежде на близкое появление у него наследника. Вскоре, однако, обнаружилась беспочвенность этой надежды. Говорила ли Драга сознательно неправду о своей беременности, или же она сама стала жертвой заблуждения — неизвестно, однако этот случай окончательно подорвал репутацию короля и королевы. Королевскую чету перестали принимать при Дворах — ни в Вене, ни, что ещё важнее, в Петербурге.
Бездетность королевской четы послужила поводом к намерению короля Александра передать Сербский Престол Черногорской Династии (король состоял в родстве с супругой черногорского принца Мирко).
Оба этих обстоятельства привели к росту политической напряжённости в Сербии и возымели роковые последствия для династии Обреновичей.

### Гибель королевской четы
Весной 1903 года среди офицеров белградского гарнизона был организован заговор — его участники приняли решение об убийстве короля. В ночь на 29 мая (11 июня) возглавляемые Драгутином Дмитриевичем-Аписом заговорщики (к числу которых принадлежали Машины, братья покойного первого мужа королевы) проникли во дворец и с чрезвычайным хладнокровием и жестокостью расправились с Александром и Драгой. Вместе с ними были убиты также премьер-министр Димитрие Цинцар-Маркович и министр обороны Милован Павлович. Вот что сообщал о подробностях этого жуткого преступления русский журналист В. Теплов:

Сербы покрыли себя не только позором цареубийства (что уже само по себе не допускает двух мнений!), но и своим поистине зверским образом действий по отношению к трупам убитой ими Королевской Четы. После того как Александр и Драга упали, убийцы продолжали стрелять в них и рубить их трупы саблями: они поразили Короля шестью выстрелами из револьвера и 40 ударами сабли, а Королеву 63 ударами сабли и двумя револьверными пулями. Королева почти вся была изрублена, грудь отрезана, живот вскрыт, щеки, руки тоже порезаны, особенно велики разрезы между пальцев, — вероятно, Королева схватилась руками за саблю, когда её убивали, что, по-видимому, опровергает мнение докторов, что она была убита сразу. Кроме того, тело её было покрыто многочисленными кровоподтеками от ударов каблуками топтавших её офицеров. О других надругательствах над трупом Драги… я предпочитаю не говорить, до такой степени они чудовищны и омерзительны. Когда убийцы натешились вдоволь над беззащитными трупами, они выбросили их через окно в дворцовый сад, причем труп Драги был совершенно обнажён.— В. А. Теплов. Сербская неурядица. — СПб.: типо-лит. В. В. Комарова, 1903.
Тела короля и королевы ещё несколько дней пролежали под окнами дворца. В конце концов Александр Обренович был похоронен в венгерских (на тот момент) пределах: в соборе монастыря Крушедол-на-Фрушка-Горе (Воеводина). Так трагически завершилось многолетнее правление дома Обреновичей. На смену прежней династии пришли Карагеоргиевичи в лице короля Петра I. Ровно 100 лет спустя, в 2003 году, кронпринц Александр Карагеоргиевич и его супруга Екатерина зажгли в знак покаяния свечи на могиле Александра и Драги Обреновичей.

## Культура

### Упоминания в литературе
- Альфонс Доде. Короли в изгнании (1897)
- В. А. Теплов. Сербская неурядица (1903)
- Мария Фагиаш. Танец убийц (1973)
- В. С. Пикуль. Честь имею (1986)
- Д. А. Жуков. Бранислав Нушич (1989)
- Борис Акунин. Ничего святого (2010)

### Воплощения в кино
- Роланд Янг — «Женщина при власти» (1932)
- Тихомир Станич[серб.] — «Конец династии Обреновичей[серб.]» (1995)